# Ernst Wiechert
Ernst Wiechert (Kleinort, Prusia Oriental, 18 de mayo de 1887 – Stäfa, Zúrich, 24 de agosto de 1950) fue un maestro, poeta y escritor alemán. Fue uno de los novelistas más leídos en Alemania durante los años 1930. Incorporó a sus novelas su fe católica e ideales humanistas; entre las más conocidas hoy en día están Das einfache Leben (La vida sencilla, 1939) y Die Jeromin-Kinder (Los hijos de Jeromín, 1945/47). Tras la guerra, Wiechert fue un crítico de las tendencias restauradoras en la Alemania de posguerra. Murió en Stäfa, Suiza.
Sus novelas influyeron en el Papa Benedicto XVI en sus años jóvenes.

## Trayectoria

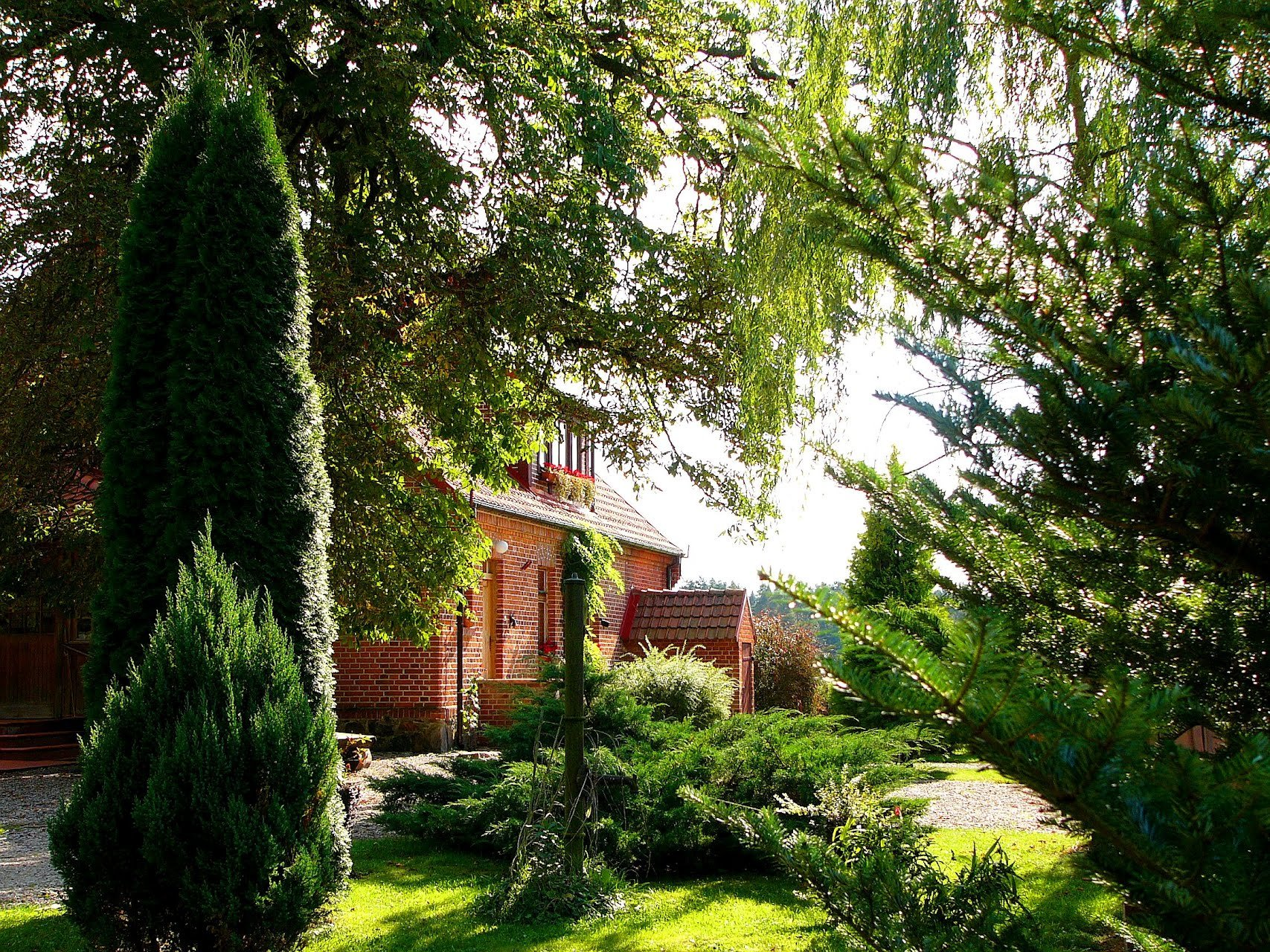
Casa natal de Wiechert

Ernst Wiechert creció como el hijo del silvicultor Emil Martin Wiechert y Henriette Wiechert en una casa del bosque Kleinort (hoy Piersławek) cerca de Peitschendorf, Sensburg en los bosques de Masuria. Después de estudiar en la Universidad Albertus de Königsberg, trabajó desde 1911 como profesor en el Royal Hoof Gymnasium en Königsberg. Ya durante la Primera Guerra Mundial comenzó a escribir novelas e historias.
En 1912, Wiechert se casó con su prometido Meta Mittelstädt (1890-1929). Con el comienzo de la guerra en 1914, se ofreció como voluntario, pero más tarde fue liberado debido a una enfermedad renal. En 1915 finalmente llegó al frente y fue galardonado en el mismo año con la EK II. Más tarde también recibió la EK I. 1916 fue entrenado para oficial y luego fue herido dos veces por metralla. Durante la guerra, en 1917, nació el único hijo de Wiechert, Ernst-Edgar, con solo un día de vida.
Como su madre en 1912, su esposa Meta murió en 1929. Al año siguiente, Wiechert se mudó de Königsberg a Berlín, donde trabajó como profesor en el Kaiserin-Augusta-Gymnasium. En 1932 se casó con Paula Marie "Lilje" Junker nacida Schlenther (1889-1972).
En abril de 1933 renunció a la profesión docente, se mudó a Ambach en la Alta Baviera y trabajó como escritor independiente. Sus primeras publicaciones de libros literarios salieron en el editor de Regensburg, Habbel & Naumann. De 1936 a 1948, Wiechert y su esposa vivieron en el recién construido Hof Gagert en Wolfratshausen.
Wiechert se opuso intensamente al nazismo desde el principio. Apeló en 1933 y 1935 a los estudiantes universitarios en Múnich para conservar su pensamiento crítico en relación con la ideología nacionalsocialista. Fue considerada una llamada a la resistencia interna. Esos minutos de su discurso circularon ilegalmente por Alemania y alcanzaron Moscú en 1937 horneados en un pan. Allí fue publicado en la influyente revista en el exilio Das Wort (La Palabra).
Desde 1934, Wiechert estuvo secretamente bajo la supervisión de la Gestapo. Durante una estancia en Suiza en octubre de 1937, Hermann Hesse y Max Picard le sugirieron que no regresara a Alemania. Sus clases se vieron obstaculizadas por perturbadores nazis. A fines de 1937, todas sus apariciones públicas fueron finalmente prohibidas. En diciembre de 1937, Wiechert escribió en una carta al Ministro de Propaganda del Reich Joseph Goebbels, sobre el tema del Reichsschrifttumskammer, que llevó a cabo la "Gleichschaltung" de los autores alemanes: "Estoy convencido de que la criatura más simple de mi país habría mostrado más tacto y cultura que los funcionarios de la autoridad cultural superior del Tercer Reich ". Pero Wiechert fue incluso más lejos y se atrevió a criticar abiertamente el encarcelamiento de Martin Niemöller por los nazis en 1938.
En 1938 se le condenó con la prohibición de viajar. Fue arrestado el 8 de mayo de 1938 tras una declaración del encarcelado Pastor Martin Niemöller, un destacado representante de la Iglesia de la Confesión, y su negativa a participar en el referéndun para la anexión de Austria al Reich alemán. Después de varias semanas en la prisión de la policía de Múnich, fue deportado al campo de concentración de Buchenwald el 4 de julio. Pero Wiechert fue liberado a fines de agosto después de las protestas en su país y en el extranjero y llevado directamente a Berlín a ver a Goebbels. Joseph Goebbels había amenazado después de la liberación de Wiechert del campo de concentración que Wiechert sería asesinado si protestaba nuevamente de manera pública. El 30 de agosto de 1938, el ministro de Propaganda anotó en su diario:
   "Le digo al escritor Wiechert: No tolero un frente confesional en el área de la que estoy a cargo. Estoy en la mejor forma y lo corté mentalmente. Una última advertencia! No dejo ninguna duda al respecto ... Detrás de un nuevo delito está solo la aniquilación física. Ambos lo sabemos ahora ".
- Joseph Goebbels
Inmediatamente después de su salida del campo de concentración, Wiechert tuvo que participar a petición de Goebbels en la primera reunión de poesía de Weimar, una conferencia propagandística para la élite de la empresa literaria nacionalsocialista, que tuvo lugar bajo el tema El sello y la realidad de la gente en Weimar. Wiechert se sintió, como escribió más adelante en su autobiografía, como un abusado, "que podía pasar el rato para que todos pudieran ver cuán generoso era el Tercer Reich". A Wiechert se le permitió continuar publicando con la condición de que su obra se mantuviera estrictamente apolítica.
Su internamiento en el campo de concentración de Buchenwald durante cuatro meses que se convirtieron en los más horribles de su vida. Después de esto, escribió sus memorias sobre la época de su encarcelamiento y enterró el manuscrito. Fue publicado tras la guerra en 1945, titulado Der Totenwald (El bosque de los muertos), un espeluznante relato de las condiciones en Buchenwald. 
Wiechert fue supervisado por la Gestapo hasta el final del nacionalsocialismo. No se registró como autor no deseado en ninguna de las diversas listas de prohibición de publicaciones. Se le permitió publicar, pero se prohibió a la editorial mencionar su nombre en el prospecto de publicación o indicar la tirada de la edición de sus libros. No se permitió a las librerías presentar sus obras en el escaparate. En cualquier caso, siguió siendo el autor alemán más leído de su tiempo.
En junio de 1948, Wiechert se mudó a Suiza, donde se estableció en el Rütihof en Uerikon-Stäfa en el lago de Zúrich. Su esposa se quedó en Alemania. El 24 de agosto de 1950, murió de cáncer a la edad de 63 años. En Stäfa encontró su lugar de descanso final.

## Obras

### Novelas e historias anteriores a 1938
La primera novela de Wiechert, The Flight, apareció en Berlín en 1916, inicialmente bajo el seudónimo de Ernst Barany Bjell. En las siguientes novelas, Der Wald (1922) y Der Totenwolf (1924), Wiechert desarrolla los leitmotifs que impregnan su otra obra: la soledad de la naturaleza masuriana y la melancolía de los bosques oscuros, sus experiencias de frente en la Primera Guerra Mundial y su crítica de la civilización.
En El lobo muerto, Wiechert juega con pronunciadas ideas anticristianas y sedientas de sangre. El libro refleja el espíritu de los derechos nacionales a principios de los años veinte. En la obra de Wiechert, la novela marcó una fase en el curso de su desarrollo personal, que se consolidaría en pocos años en un humanismo cristiano profundamente arraigado. En el discurso de despedida a los graduados de secundaria en 1929 en Königsberg, ya se mostraba el escritor purificado de los años maduros. En su autobiografía Años y tiempos, Wiechert llamó a las novelas El bosque y El lobo muerto, "una intoxicación siniestra" y como "imágenes de espejo de una vida que había encontrado [después de la Guerra Mundial] sin ninguna razón nueva". Wiechert también decretó que sus primeras cinco novelas ya no deberían aparecer como ediciones individuales. En una carta a Emil Stumpp del 4 de noviembre de 1940, escribió: "El lobo muerto me parece como si estuviera escrito por un extraño. Bueno, me tomó mucho tiempo encontrar mi propio camino".
Después de una serie de antologías con cuentos y algunas novelas cortas, en 1932 La doncella de Jürgen Doskocil obtuvo su avance literario y estableció su popularidad. Fue seguido por años productivos con la publicación de novelas, obras de teatro e historias, con la autobiografía de 1936 de sus primeros años.
La leyenda, El búfalo blanco, que fue escrita en 1937 y presentada en repetidas ocasiones por Wiechert, fue impresa por el editor Langen Müller por temor al censor solo después del final de la guerra. Es la culminación de la resistencia literaria de Wiechert, una metáfora en forma de leyenda india en la que se denuncia abiertamente la idolatría y el reclamo totalitario del estado y el desprecio de la ley. La negativa a saludar al ídolo del gobernante, la ejecución de los "criminales del estado" que obedecen a Dios más que al hombre, y finalmente su victoria sobre el rey, contenía referencias suficientes a las condiciones en el país.

### Después del encarcelamiento en el campo de concentración.
En los años posteriores a su encarcelamiento de dos meses en el campo de concentración de Buchenwald en 1938, se escribieron las obras más importantes de Wiechert, de las cuales solo Das einfach Leben (1939) se publicó antes del final de la guerra. En el centro de la novela se encuentra el capitán de corbeta Thomas v. Orla, que a principios de la década de 1920 dejó a su familia en la gran ciudad, para retirarse a una isla solitaria en medio del paisaje marino de Masuria como pescador. La vida simple es la apoteosis de Wiechert de su rechazo de la ciudad y la era moderna, un modelo de amor por la naturaleza:
   "Una vez que haya dejado la frase atrás, el arado o el timón o el rifle o la pala no es un sustituto, creo, sino la verdad, una verdad simple, intacta y grandiosa. Pero los humanos siempre se sienten enojados si uno no juega, como los bebedores están enojados, si uno permanece sobrio ".
- Ernst Wiechert: La vida simple
La vida simple se convirtió en un verdadero éxito de ventas. Ya en 1942, se vendieron 260.000 copias. La novela solo pudo aparecer debido a malentendidos, ya que las opiniones negativas de las autoridades de censura nazis no llegaron al editor a tiempo.
Excepto La vida simple, Wiechert no publicó nuevas obras hasta el final de la guerra. Solo hubo reimpresiones de algunos libros.
El informe escrito en 1939 sobre la estancia de Wiechert en la prisión de la policía de Múnich y el campo de concentración de Buchenwald, que la describe desde el punto de vista de la figura ficticia de John, se quedó hasta el final de la guerra en una caja de hojalata enterrada en el jardín de Gagerthofs. El manuscrito se publicó en Zúrich en 1946 con el título Der Totenwald y sigue siendo el trabajo más famoso de Wiechert hasta el día de hoy. De las ganancias de la primera edición, Wiechert donó tres campanas para la Iglesia Católica de San Miguel en Degerndorf.
Los hijos de Jeromín (dos volúmenes, 1945 y 1947) siguen el motivo clásico del alemán Bildungsroman. El joven Jons Ehrenreich Jeromin es el primero de Sowirog, una aldea de los bosques de Prusia Oriental, que asistió a una escuela secundaria y una universidad. Wiechert describe su carrera, así como la de la aldea, que a pesar de todo su aislamiento no escapa a los trastornos del siglo XX. Al rechazar una prometedora carrera médica en la ciudad y regresar a Sowirog como un médico pobre, la esperanza de Jerry de que la gente "traiga la justicia" se cumple en él (Isaías 32:16). Pero con ansiedad, los habitantes de Sowirog se enfrentan a un futuro fatídico. La novela termina con una visión de la terrible devastación de la guerra. El primer volumen de la novela Wiechert lo había escrito en 1940/41. Al igual que Der Totenwald, el manuscrito sobrevivió al régimen nazi enterrado en el jardín Wolfratshausen.
De las obras producidas después de la guerra, la segunda parte de la autobiografía (Jahre und Zeiten, 1949) y la novela Missa sine nomine (1950) merecen una mención especial. En Missa sine nomine, tres hermanos de Memelland, miembros de una familia bárbara, se reúnen después de la expulsión y la pérdida de su hogar en una finca familiar en el Alto Rhön. Uno de ellos, el barón Amadeus, viene directamente del campo de concentración. Con un cochero se muda a un redil remoto, no al castillo familiar. Entre la gente del pueblo arde el odio de la potencia de ocupación estadounidense y el resentimiento de los perdedores. La novela gira en torno a la superación del nacionalsocialismo, la confrontación con el mal y la culpa, así como la búsqueda de un nuevo comienzo éticamente fundado para la derrotada Alemania.

### Discursos a la juventud alemana
El 6 de julio de 1933, Wiechert pronunció el primero de sus discursos tan aclamados a la juventud alemana en el máximo auditorio de la Universidad de Múnich: El poeta y la juventud. La crítica de las nuevas condiciones en el país todavía estaba oculta, y los gobernantes no lo dejaron volver a hablar en el mismo lugar dos años después, el 16 de abril de 1935, esta vez bajo el título Der Dichter und die Zeit:
   "Sí, bien puede ser que un pueblo deje de distinguir entre el bien y el mal, y que toda lucha esté "bien", este pueblo ya se encuentra en un nivel precipitado, y la ley de su caída ya se le ha escrito. También puede ser que un pueblo deje de distinguir el bien y el mal. Puede ser que aún así la fama de gladiadores gane y construya un espíritu en las luchas, que queremos llamar un espíritu de boxeador. Pero el equilibrio ya está por encima de esta gente, y en esa pared aparecerá la mano, escribiendo las letras con fuego".
- Ernst Wiechert: El poeta y el tiempo
El discurso a la juventud alemana el 11 de noviembre de 1945 en el Münchner Schauspielhaus fue el relato de Wiechert de las ayecciones del nacionalsocialismo:
   "No éramos una nación de analfabetos. La historia de nuestro espíritu era una historia orgullosa, y estaba inscrita honorablemente en los libros de la humanidad. No solo nuestro conocimiento, sino también nuestro juicio, nuestra capacidad para distinguir entre ser y apariencia. Y la historia de nuestra alma también nos pareció una historia honorable. "Hombre noble, servicial y bueno". [...] Humanitas, Cupid Dei, protección y tolerancia, no parecían estar menos en casa con nosotros que en otros países. [...] Y ahora vieron. Vieron una nueva cruz, y en sus vigas no estaba grabado el viejo mensaje: "Vengan a mí todos los que están cansados y agobiados", sino el nuevo mensaje, "¡Dejen ir a Judah!"
- Ernst Wiechert: Discurso a la juventud alemana

## Publicaciones
- Die Flucht, novela, (seudónimo: Ernst Barany Bjell), 1916
- Der Wald, novela, 1922
- Der Totenwald, novela «El bosque de los muertos», 1924
- Die blauen Schwingen, novela, 1925
- Der Knecht Gottes Andreas Nyland, novela, 1926
- Der solberne Wagen, relatos «El coche de plata», 1928
- Die kleine Passion. Geschichte eines Kindes, novela, 1929
- Die Flöte des Pan, cuentos, 1930
- Jedermann, novela, 1931
- Die Magd des Jürgen Doskocil, 1932
- Geschichte eines Knaben, novela, 1933
- Das Spiel vom deutschen Bettelmann, obra para la radio, 1933
- Die Majorin, novela, 1934
- Der Todeskandidat, cuentos, 1934
- Der verlorene Sohn, drama, 1935
- Die goldene Stadt, drama, 1935
- Hirtennovelle, cuentos, 1935
- Wälder und Menschen, memorias de la infancia, 1936
- Das heilige Jahr, cuentos, 1936
- Von den treuen Begleitern, interpretaciones de poemas, 1938
- Atli, der Bestmann, cuentos, 1938
- Das einfache Leben, novela «La vida sencilla», 1939. La vida sencilla fue publicada por Plaza & Janés Editores, S.A. el año 1976, ISBN 978-84-01-43252-1
- Die Jeromin-Kinder, novela «Los hijos de Jeromín», 1945/7
- Die Totenmesse, cuento, 1945/7
- Der brennende Dornbusch, cuento, 1945
- Demetrius, cuento, 1945
- Der Totenwald, relato sobre su campo de concentración de Buchenwald «El bosque de los muertos», 1946 (escrito en 1937)
- Märchen 1946/7
- Der weiße Büffel oder Von der großen Gerechtigkeit, 1946 (escrito en 1937)
- Der armen Kinder Weihnachten, drama, 1946
- Okay oder die Unsterblichen, drama, 1946
- Die Gebärde, cuentos, 1947
- Der Richter, cuento, 1948
- Jahre und Zeiten, memorias, 1949
- Die Mutter, cuentos, 1948
- Missa sine Nomine, novela «Missa sine nomine», 1950
- Der Exote, novela, 1951
- Die letzten Lieder, poemas, 1951
- Es geht ein Pflüger übers Land, cuentos elegidos por Lilje Wiechert, 1951
- Häftling Nr. 7188, cartas y extracto de diarios, 1966

En España, se publicaron:
- Wiechert: Obras (Plaza & Janés Editores, S.A., 1958) ISBN 978-84-01-50115-9
- Obras escogidas (Aguilar, 1961) ISBN 978-84-03-04036-6

## Nota
- Esta obra contiene una traducción  derivada de «Ernst Wiechert» de Wikipedia en inglés, publicada por sus editores bajo la Licencia de documentación libre de GNU y la Licencia Creative Commons Atribución-CompartirIgual 4.0 Internacional.